# Honba za miniaturou
Honba za miniaturou (původní německý název Die verschwundene Miniatur) je novela s humorným detektivním motivem, kterou v roce 1935 napsal německý spisovatel Erich Kästner.

## Děj
Oskar Külz je dobromyslný řezník, který už třicet let neměl dovolenou a celý život se nikdy nevěnoval ničemu jinému než výrobě uzenářských výrobků a péči o svou rozvětvenou rodinu. Jednoho dne znenadání pocítí potřebu vyvětrat si hlavu, proto uteče od své ženy a udělá si utajený výlet do Kodaně. U oběda v kodaňském hotelu k němu přisedne mladá dívka a požádá ho o pomoc. Sdělí mu, že se jmenuje Irena Trübnerová a je sekretářkou bohatého sběratele umění pana Steinhövela, a jejím úkolem je bezpečně dopravit do Berlína právě vydraženou cennou miniaturu. Drobné umělecké dílko zobrazující Annu Boleynovou, které namaloval Hans Holbein mladší, má nesmírnou cenu, a proto je pravděpodobné, že je sledována a cenný předmět jí bude během cesty ukraden.
Külz s jejím plánem souhlasí, nemotorné předání dílka je ale zpozorováno a miniatura je řezníkovi ukradena ještě přímo na trajektu během cesty do Německa. Když si starý pan zoufá, Irena mu sdělí, že ukradena byla pouze kopie, kterou mu vlastně předala pouze pro zmatení zlodějů. Během další cesty se celý příběh zkomplikuje, na scénu přichází neznámý mladý muž a dojde k další krádeži, nakonec je ale celá zločinecká skupina dopadena, pravou miniaturu se podaří zachránit pro starého sběratele a řezník Külz si ponechává kopii na památku svého kodaňského dobrodružství.

## Česká a slovenská vydání
česky
- Zmizelá miniatura, Alois Srdce, Praha 1937, přeložil Jan Rybář
- Honba za miniaturou, Naše vojsko, Praha 1959, přeložil Jaroslav Simonides
- Honba za miniaturou, Melantrich, Praha 1971, přeložil Jaroslav Simonides
- Honba za miniaturou, Práce, Praha 1980, přeložil Jaroslav Simonides, jako součást knihy Veselá trilogie

slovensky
- Stratená miniatúra, Slovenský spisovateľ, Bratislava 1977, přeložila Gabriela Vigašová